# Ofer Gabber
Pour les articles homonymes, voir Gabber.
Ofer Gabber (en hébreu עופר גאבר ; né le 16 mai 1958) est un mathématicien israélien, travaillant dans le domaine de la géométrie algébrique.

## Biographie
En 1978, Gabber obtient son doctorat à l'université Harvard et le titre de Ph.D pour sa thèse Some theorems on Azumaya algebras, thèse dirigée par Barry Mazur. Il entre en 1984 à l'Institut des hautes études scientifiques (IHÉS) de Bures-sur-Yvette près de Paris, où il devient l'un des chefs de file de la géométrie algébrique, suivant en cela le chemin tracé par Alexandre Grothendieck depuis les années 1960 au sein de l'institution. Il est actuellement directeur de recherche au CNRS.

## Travaux
En 1982, il travaille avec Joseph Bernstein, Pierre Deligne et Alexander Beilinson sur les faisceaux pervers. Au sein de cette équipe, il établit le « théorème de décomposition Beilinson, Bernstein, Deligne et Gabber » qui prouve, grâce à son propre « théorème de pureté (en) », le très complexe théorème de Lefschetz sur les hyperplans et établit un théorème de semi-simplicité évaluant les caractéristiques et l'existence d'un groupe de Galois. Ces travaux correspondent à de grands progrès dans la maîtrise des variétés algébriques en topologie algébrique.
Gabber a également travaillé sur la cohomologie étale des schémas.

## Écrits
- (en) Ofer Gabber et Lorenzo Ramero, « Almost Ring Theory », Lecture Notes in Computer Sciences, vol. 1800,‎ 2003
- (en) Brian Conrad, Ofer Gabber et Gopal Prasad, Pseudo-reductive Groups, Cambridge, Cambridge University Press, 2010, 686 p. (ISBN 978-1-107-08723-1, lire en ligne). Réédition en 2015.

## Reconnaissance
En 1981, il reçoit le prix Erdős.

En 2011, il reçoit le prix Thérèse-Gautier de l'Académie des sciences.